# Hervé Gosselin

Bischofswappen von Hervé Gosselin

Hervé Gosselin (* 16. April 1956 in Nantes) ist ein französischer Geistlicher und römisch-katholischer Bischof von Angoulême.

## Leben
Hervé Gosselin empfing am 18. September 1994 das Sakrament der Priesterweihe für das Erzbistum Rennes.
Am 9. November 2015 ernannte ihn Papst Franziskus zum Bischof von Angoulême. Der Erzbischof von Poitiers, Pascal Wintzer, spendete ihm am 10. Januar des folgenden Jahres die Bischofsweihe. Mitkonsekratoren waren der Erzbischof von Rennes, Pierre d’Ornellas, und sein Amtsvorgänger Claude Dagens.